# Popiół i diament
Popiół i diament (en polonès: Cendres i diamants) és una pel·lícula dramàtica polonesa del 1958 dirigida per Andrzej Wajda, basada en la novel·la homònima de 1948 de l'escriptor polonès Jerzy Andrzejewski. Protagonitzada per Zbigniew Cybulski i Ewa Krzyżewska, va completar la trilogia de pel·lícules bèl·liques de Wajda, després de Pokolenie (1954) i Kanal (1956). L'acció de Popiół i diament té lloc l'any 1945, poc després de la Segona Guerra Mundial. El protagonista principal de la pel·lícula, l'antic soldat de l'Armia Krajowa Maciek Chełmicki, actua a la clandestinitat anticomunista. Maciek rep una ordre de matar a Szczuka, el secretari local del Partit Obrer Polonès. Amb el temps, Chełmicki dubta cada cop més de si val la pena fer la seva tasca.
Popiół i diament, encara que basat en la novel·la que donava suport directament al Sistema comunista a Polònia de postguerra, es va modificar subtilment en comparació amb el material original. Wajda simpatitzava amb els soldats clandestins de la independència polonesa; així, va dedicar la major part de l'atenció a Chełmicki. Durant els tres mesos de desenvolupament de Popiół i diament, el director va fer canvis dràstics a l'escenari de referència, gràcies al seu assistent de direcció Janusz Morgenstern, així com a Cybulski, que va tenir el paper principal. La pel·lícula va rebre el permís de les autoritats per ser distribuïda només per intercessió d'Andrzejewski. La pel·lícula no va rebre permís per projectar-se a la competició principal del 12è Festival Internacional de Cinema de Canes. Tanmateix, Popiół i diament va aparèixer al 20a Mostra Internacional de Cinema de Venècia, on va guanyar el Premi FIPRESCI.
Al principi, Popiół i diament va tenir una acollida crítica positiva, tant a Polònia com a tot el món. Tanmateix, després de les revolucions de 1989, va ser criticat per falsificar la memòria col·lectiva dels partisans polonesos. No obstant això, la pel·lícula ha mantingut la seva reputació com una de les pel·lícules poloneses més famoses de la història.

## Argument

Escena de la mort de Maciej

El 8 de maig de 1945, al final de la Segona Guerra Mundial, prop d'una petita església rural, antics soldats de l'Armia Krajowa, Maciek, Andrzej i Drewnowski, es preparen per assassinar Konrad Szczuka, un oponent polític i secretari del Partit Obrer Polonès. L'emboscada fracassa, ja que els atacants s'assabenten més tard que han matat per error dos innocents.
El superior d'Andrzej i Maciek, el major Waga, s'assabenta de l'intent d'assassinat fallit. Waga ordena a Andrzej i Maciek que intentin la missió per segona vegada. Arriben al restaurant de l'Hotel Monopol, on comença un banquet en honor a la victòria en la guerra, però els combatents no hi participen. Mentre estan asseguts al bar, Maciek i Andrzej escolten la cançó "Czerwone maki na Monte Cassino" i recorden els seus companys caiguts. En honor a ells, Maciek encén diversos gots d'alcohol rectificat. El seu desgraciat camarada Drewnowski s'emborratxa al bar, on discuteix les perspectives de carrera a la Polònia de postguerra amb Pieniążek, un representant de la premsa democràtica.
Durant la festa, manté una conversa coqueta amb una cambrera anomenada Krystyna i la convida a la seva habitació. Després, Maciek va a la seva habitació d'hotel per comprovar la seva arma. La Krystyna arriba a la seva habitació després d'acabar el seu torn. Mentre jeuen nus al llit, s'adonen que estan enamorats, però la Krystyna no vol vincular-se, ja que Maciek no té previst quedar-se gaire temps a la ciutat. Decideixen sortir a passejar. Comença a ploure, així que Krystyna i Maciek decideixen buscar refugi en una església en ruïnes. La Krystyna s'adona d'un poema inscrit a la paret i Maciek el recita de memòria amb un to ombrívol. Els amants s'acomiaden, i Maciek promet que intentarà "canviar les coses" perquè es pugui quedar amb ella.
Maciek torna al bar on discuteix el seu sentit del deure i l'obligació amb la causa amb Andrzej. No obstant això, Andrzej no simpatitza amb la seva situació i diu que Maciek serà un desertor si no compleix la seva obligació d'assassinar Szczuka. Mentrestant, un Drewnowski completament borratxo arruïna el banquet, cobrint els altres convidats amb l'escuma d'un extintor, i deixa el ball avergonyit amb la seva prevista carrera com a funcionari comunista en ruïnes. Després de la recepció, Szczuka s'assabenta que el seu fill Marek ha estat arrestat per unir-se a una milícia clandestina.

Zbigniew Cybulski

Ewa Krzyżewska

Maciek espera que Szczuka surti de l'hotel per trobar el seu fill capturat, el segueix i el mata a trets. L'endemà al matí, Maciek té previst sortir d'Ostrowiec amb tren. Li diu a la Krystyna que no va poder "canviar les coses", deixant-la amb el cor trencat. Ella li diu que marxi sense dir una paraula més, cosa que fa. Els hostes de l'hotel ballen amb un pianista i una banda tocant la Polonesa "militar" en la major de Frédéric Chopin. De camí cap a l'estació de tren, Maciek observa que Andrzej colpeja en Drewnow pel seu nou suport oportunista a la clandestinitat. Maciek fuig quan Drewnowski el delata. Accidentalment es troba amb uns soldats de l'Exèrcit Popular polonès i esglaïat treu la pistola. El disparen i el fereixen mortalment. Maciek s'escapa a un abocador d'escombraries, però s'ensorra i mor agonitzanta.

## Repartiment
- Zbigniew Cybulski com a Maciek Chełmicki
- Ewa Krzyżewska com a Krystyna
- Wacław Zastrzeżyński com a Szczuka
- Adam Pawlikowski com a Andrzej
- Bogumił Kobiela com a Drewnowski
- Stanisław Milski com a Pieniążek
- Ignacy Machowski com a Waga

## Producció

### Guió

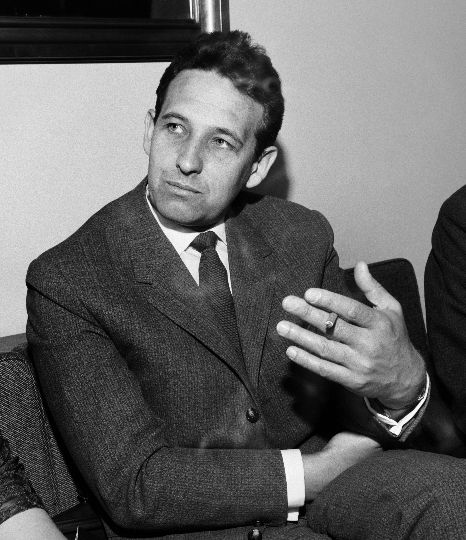
Andrzej Wajda, the director of the film, in 1963

Popiół i diament està basat en la novel·la de Jerzy Andrzejewski, publicada per primera vegada el 1948. La novel·la era un llibre escolar obligatori a la Polònia comunista i gaudia del respecte entre les autoritats contemporànies. Els primers directors que van intentar adaptar el llibre a una pel·lícula van ser Erwin Axer i Antoni Bohdziewicz. En el guió d'Axer, que s'adheria a l'esperit de l'original, se suposa que els papers s'assemblaven més a caricatures. L'historiador Tadeusz Lubelski va comentar retrospectivament el guió d'Axer amb les paraules següents: "Els comunistes són encara més decents i treballadors, els aristòcrates i els antics membres de l'Armia Krajowa, encara més vils i temeraris". El guió de Bohdziewicz contenia un missatge propagandístic similar, que representava el comandament de la resistència polonesa amb mala premsa. Allà, el major Waga va fer xantatge a Maciek perquè matés Szczuka, amenaçant-lo amb un consell de guerra; al final, Maciek va decidir donar suport a Szczuka. Tanmateix, cap d'aquests scripts es va implementar i els responsables polítics van considerar que la visió de Bohdziewicz era massa "defensiva". Jan Rybkowski també tenia previst dirigir una adaptació de Popiół i diament, tot i que finalment va decidir centrar-se en una comèdia titulada Kapelusz pana Anatola (El barret del senyor Anatol). Així, va donar a Andrzej Wajda l'oportunitat de llançar un projecte.
El novembre de 1957, Wajda va mantenir una conversa per correspondència amb Andrzejewski, durant la qual el futur director va suggerir diversos canvis a la versió inicial de la història. Es va eliminar un fil que preocupava al jutge Antoni Kossecki de manera que la trama principal es va centrar en l'enfrontament entre Maciek i Szczuka. A més, Wajda va suggerir que la història es condense només en un dia, amb Maciek com a heroi central. Wajda i Andrzejewski van completar el guió el gener de 1958, donant-lo a examen a la Comissió per a l'avaluació del guió. Després d'una llarga consideració, la Comissió, els membres de la qual eren Aleksander Ścibor-Rylski, Andrzej Braun, Krzysztof Teodor Toeplitz, Tadeusz Konwicki i Andrzej Karpowski, va decidir votar a favor de l'acceptació del guió.

### Desenvolupament
Un cop acceptat el guió, Wajda es va preparar per al desenvolupament de Popiół i diament dins de la Unitat de cinema "KADR". Al principi, el director tenia la intenció de rodar la pel·lícula a Łódź. No obstant això, finalment va escollir un taller a Wrocław, la decisió es va prendre per possibles estalvis i per evitar que els responsables polítics intervinguessin massa en el desenvolupament de la pel·lícula. El 3 de febrer de 1958, el cap de cinematografia en funcions Jerzy Lewiński va decidir iniciar la producció de Popiół i diament, sense consultar a les autoritats. El contracte de la comissió garantia a Wajda un sou de 69.000 zloty polonesos, mentre que Andrzejewski rebia 31.500 zlotys. El pressupost global de Popiół i diament s'estima en 6.070.000 zlotys polonesos.
Aleshores, Wajda va començar a reunir l'equip de filmació. Stanisław Adler es va convertir en el productor, mentre que Jerzy Wójcik es va encarregar de la fotografia, i Filip Nowak va rebre l'encàrrec de seleccionar material musical per a la pel·lícula. Es va decidir que Popiół i diament es filmés primer a l'atelier i després a l'aire lliure. La principal escenografia realitzada a l'atelier representava el restaurant de l'hotel Monopol. Tanmateix, l'equip de filmació també va utilitzar ubicacions autèntiques, com l'església de Santa Bàrbara a Wrocław i una capella prop de Trzebnica.
El director va experimentar alguns problemes amb la selecció del futur repartiment. No obstant això, va trobar suport en la persona de Janusz Morgenstern, el seu ajudant de direcció. Morgenstern, més familiaritzat amb el mercat de la interpretació, va animar Wajda a posar Zbigniew Cybulski en el paper de Maciek, tot i que el director va considerar la candidatura de Tadeusz Janczar. Després d'arribar al plató de la pel·lícula, Cybulski es va negar a l'instant a actuar amb un uniforme partisà suggerit per la dissenyadora de vestuari Katarzyna Chodorowicz, i va insistir a portar les seves "ulleres fosques d'estil dels anys cinquanta, jaqueta i texans ajustats". Wacław Zastrzeżyński, un actor de teatre sense gairebé cap experiència cinematogràfica, va ser elegida per a Szczuka. Adam Pawlikowski, un musicòleg, va fer el paper d'Andrzej, mentre que el col·lega de Cybulski Bogumił Kobiela va ser elegit per a Drewnowski.

### Rodatge
La fotografia de Popiół i diament va començar el març de 1958 i va acabar el juny de 1958, després de 60 dies de rodatge. La pel·lícula es va rodar en format 1:1,85, que mai s'havia utilitzat abans al cinema polonès. Durant el rodatge, la tripulació va fer canvis crucials en l'escenari, que van afectar la recepció futura de la pel·lícula. Per exemple, Cybulski va suggerir que Szczuka hauria de subjectar Maciek mentre es moria; Wajda va afegir escenes que contenien iconografia cristiana; i Morgenstern va inventar l'escena més coneguda, durant la qual Maciek i Andrzej il·luminen els gots plens de l'esperit rectificat. El final també es va canviar; Wajda va retallar l'escena de la novel·la, durant la qual alguns soldats de l'exèrcit popular polonès van comentar la mort de Maciek amb les següents paraules: "Ei, tu,... què t'ha fet fugir?"
La tasca més problemàtica va ser convèncer les autoritats comunistes perquè mostressin Popiół i diament. Els intel·lectuals del partit estaven insatisfets amb fer de Maciek Chełmicki el personatge principal de la pel·lícula. Va ser llavors quan el mateix Andrzejewski, que –amb el suport dels seus companys escriptors– va convèncer els activistes del PZPR que el missatge ideològic de la pel·lícula era correcte; sense l'ajuda de l'autor de la novel·la, l'obra de Wajda no hauria estat mai publicada. La projecció oficial va tenir lloc el 7 de juliol de 1958, després de la qual Popiół i diament es va poder distribuir als cinemes. Malgrat les protestes d'Aleksander Ford, que va exigir a les autoritats que prohibissin la pel·lícula, la seva estrena oficial va tenir lloc el 3 d'octubre de 1958. No obstant això, a causa dels dubtes encara existents sobre el seu missatge, Popiół i diament va ser prohibit de participar en la competició principal del Festival Internacional de Cinema de Canes. Aleshores Lewiński va enviar l'obra de Wajda al Festival de Cinema de Venècia, on, a part de la competició principal, va guanyar el premi de la Federació Internacional de la Premsa Cinematogràfica (FIPRESCI).

## Recepció
Popiół i diament va ser un èxit internacional. Segons Janina Falkowska, aquesta és la pel·lícula més reconeguda de Wajda, i, en opinió de Marek Hendrykowski, l'èxit més important de l'Escola de cinema polonesa, que destaca l'estil característic del director, tot tractant-se de la Segona Guerra Mundial. Malgrat la condemna de la pel·lícula per part d'alguns crítics comunistes, molts partidaris de la Polònia independent s'identifiquen amb el paper de Maciek. Cybulski ha estat comparat amb James Dean en la seva actuació, que es va complementar amb el fet que amb la seva aparició, l'actor polonès personificava la generació contemporània dels anys 50 . En total, uns 1.722.000 espectadors van veure Popiół i diament durant l'any d'estrena.

### Recepció crítica a Polònia

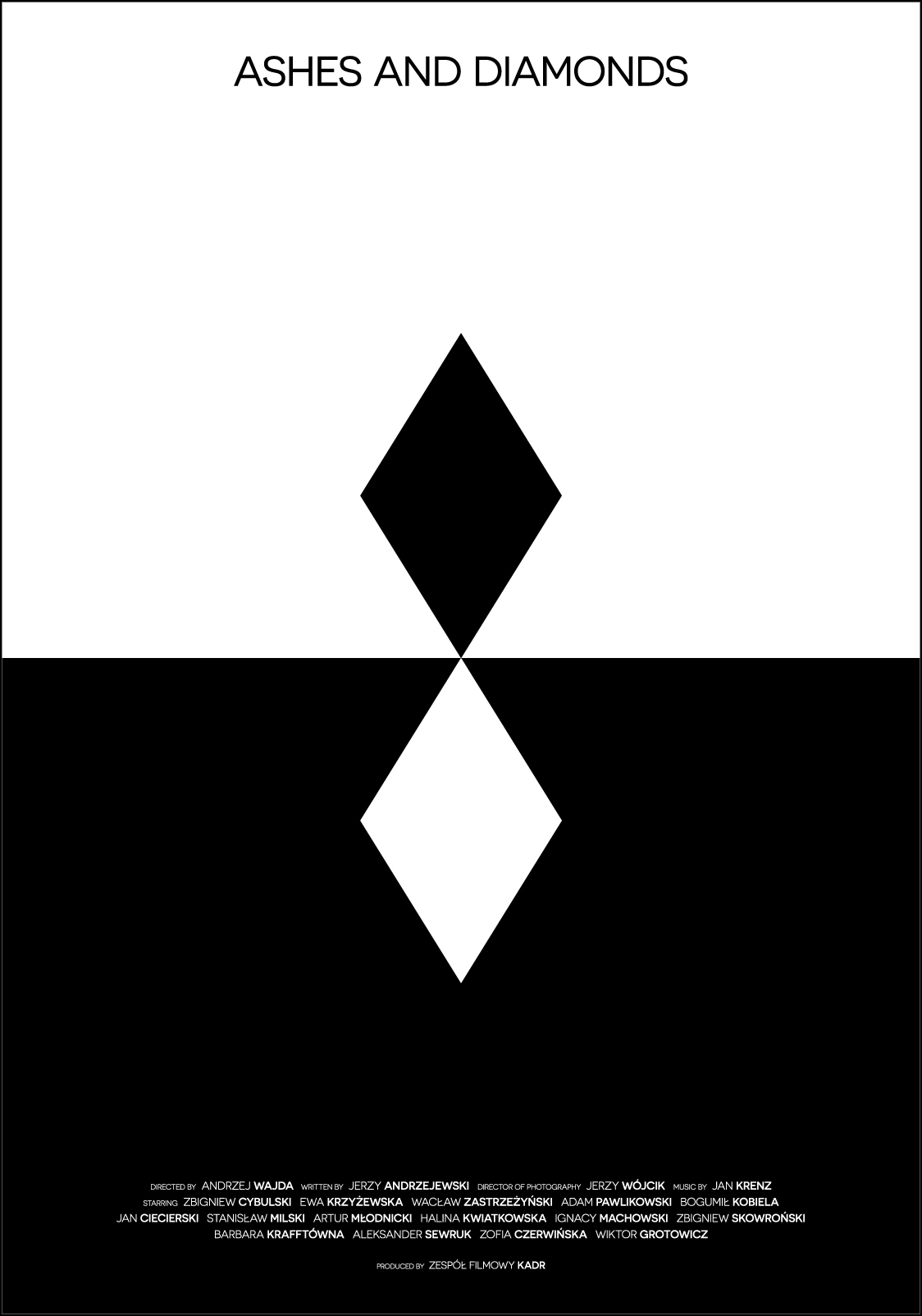
Popiół i diament, poster de Tomasz Wójcik, 2017

En general, els crítics de cinema polonesos estaven encantats amb l'adaptació cinematogràfica de la novel·la d'Andrzejewski. Stanisław Grzelecki va valorar Popiół i diament com "una nova i destacada obra de l'art cinematogràfic polonès." Segons Krzysztof Teodor Toeplitz, "Popiół i diament no és una pel·lícula brillant, però sens dubte és una gran pel·lícula". Jerzy Płażewski va qualificar la pel·lícula de Wajda d'"excel·lent". Diversos altres crítics literaris i cinematogràfics polonesos—Stanisław Grochowiak, Stanisław Lem, Andrzej Wróblewski—també van considerar Popiół i diament un treball excepcional.
En primer terme, a causa del sistema comunista imperant aleshores, entre les qüestions tractades pels crítics hi havia els intents d'interpretació ideològica. Les tràgiques accions dels soldats de l'Armia Krajowa, que suposadament van continuar injustament la seva lluita contra la nova realitat política, van ser assenyalades en aquell moment. Aquestes veus, però, incloïen l'opinió de Jan Józef Szczepański, desproveïda de to ideològic. En la seva opinió, Wajda va mostrar a l’espectador les qualitats dels joves polonesos durant la guerra. Paral·lelament, els crítics relacionats amb les autoritats tenien dubtes sobre si el director no glorificaria aquesta generació, la qual cosa induiria a l'audiència a mostrar solidaritat amb el soldat "reaccionari". Zygmunt Kałużyński i Wiktor Woroszylski van exposar les queixes més grans sobre Popiół i diament. Kałużyński va buscar un anacronisme en el retrat de la persona de Maciek, considerant el seu estil més adequat per a l'època contemporània que per al 1945. Al seu torn, segons Woroszylski, "els soldats de l'Armia Krajowa han estat dotats d'un sentit tan clar de l'absurd de les seves feines que […] és desesperançador." Els crítics marxistes van criticar Popiół i diament, destacant la seva suposada manca de funcions educatives i la marginació de Szczuka, que era representat a la pel·lícula com un mediocre activista del partit. Stanisław Grochowiak, que va trobar en el drama de Wajda la "dimensió escatològica" de la tragèdia clàssica, va rebutjar aquestes interpretacions propagandistes.
Els crítics que busquen problemes estètics a l'obra de Wajda l'han interpretat d'una altra manera. Jerzy Kwiatkowski va assenyalar l'alta expressió de l'adaptació en comparació amb l'original. Alicja Helman, al seu torn, va opinar que "en aquesta pel·lícula hi ha de tot, massa, massa bo, massa bonic", però al mateix temps posa l'accent en "el zel, l'ansietat, la presa de poder, la gran passió emocional". Ernest Bryll va dedicar una anàlisi més àmplia a l'avaluació de l'estructura antiga del treball cinematogràfic, amb un destí inseparable que mostra la tragèdia de les accions del personatge principal. El paper de Zbigniew Cybulski, així com l'arranjament musical i la fotografia de Jerzy Wójcik, van ser àmpliament acceptats.
Després de les revolucions de 1989, Popiół i diament es va enfrontar a les acusacions de falsificar la història. Andrzej Werner va acusar la pel·lícula d'una mentida històrica, mentre que el crític de cinema Waldemar Chołodowski va criticar el treball de Wajda per suggerir que els representants de la clandestinitat haurien estat aïllats de la societat.Plantilla:Sfn. Krzysztof Kąkolewski va deplorar el fet que Popiół i diament de Wajda fos durant anys per al públic polonès i internacional una font de coneixement sobre els temps posteriors a la Segona Guerra Mundial. Tanmateix, també va assenyalar que el director, a diferència de l'autor de l'original, va atenuar el missatge propagandístic del llibre, en què els soldats clandestins eren representats directament com a bandits. Per contra, Tadeusz Lubelski va afirmar que la versió de Wajda escalfa la imatge de la clandestinitat en una mesura molt més gran que les proposades per Axer i Bohdziewicz. A diferència de Kąkolewski, Lubelski estava convençut que el moment de l'octubre polonès va ser capturat perfectament durant el rodatge de la pel·lícula.

### Recepció crítica fora de Polònia
A Europa occidental, Popiół i diament va ser àmpliament elogiat pels crítics de cinema. El crític italià Nevio Corich va trobar a la pel·lícula una referència lírica a l'art barroc. Alguns experts en cinema, com Fouma Saisho, van assenyalar les qualitats poètiques de l'obra. Georges Sadoul va comparar el treball de Wajda amb el del destacat director Erich von Stroheim. A la seva revisió retrospectiva de 1999 per a The Guardian, Derek Malcolm va comparar la mort de Maciek amb el final de Los olvidados de Luis Buñuel. No obstant això, alguns crítics es van irritar pel suposat manierisme de l'obra i l'exposició de l'ornamentació barroca. Dave Kehr de Chicago Reader va compartir una opinió que "seguint la tècnica del cinema d'art de l'època, Wajda tendeix a les imatges dures i exagerades", mentre que la ressenya de Time Out London va afirmar que "El camí de Wajda és la dolça olor de l'excés, però algunes escenes segueixen sent poderosament memorables: la il·luminació de les copes al bar, el Crist capgirat en una església bombardejada i les prolongades agonies de la mort de Cybulski al final". Com va dir David Parkinson de Empire, "l'última entrega de la clàssica trilogia polonesa [de Wajda] té un gran simbolisme, però continua sent una visualització afectiva i íntima. "

### Premis i nominacions
Popiół i diament va rebre el premi FIPRESCI al Festival de Cinema de Venècia el 1959. La pel·lícula també va ser nominada dues vegades per al Premi BAFTA, amb Zbigniew Cybulski nominat en la categoria de "millor actor" i Andrzej Wajda va ser nominat a la "Millor pel·lícula de qualsevol font".

## Llegat
Popiół i diament és considerada pels crítics de cinema com una de les grans obres mestres del cinema polonès i, sens dubte, la millor pel·lícula del cinema realista polonès. Richard Peña al llibre 1001 Movies You Must See Before You Die considera que el final de la pel·lícula és un dels finals més potents i sovint citats de la història del cinema. La pel·lícula va ocupar el lloc número 38 a "The 100 Best Films Of World Cinema" de la revista Empire el 2019. A l'enquesta de 2015 realitzada pel Museu Polonès de Cinematografia de Łódź, Popiół i diament la va classificar com la tercera pel·lícula polonesa més gran de tots els temps. Els directors Martin Scorsese, Hayao Miyazaki, Francis Ford Coppola, Paweł Pawlikowski i Roy Andersson l'han inclòs com un de les seves pel·lícules preferides de tots els temps.
El 2013 Martin Scorsese la va seleccionar per a la seva projecció juntament amb pel·lícules com Niewinni czarodzieje, Nóż w wodzie. Ziemia obiecana i Człowiek z żelaza als Estats Units, Canadà i Regne Unit com a part del festival Martin Scorsese presenta: obres mestres del cinema polonès.
Popiół i diament va tenir un impacte significatiu en el desenvolupament de l'Escola de Cinema Polonès, provocant una reacció polèmica d'altres directors del moviment. El 1960, un dels seus membres, Kazimierz Kutz, va dirigir una pel·lícula polèmica titulada Nikt nie woła (Ningú crida, 1960). Maciek Chełmicki, el protagonista d'aquesta pel·lícula –també un soldat de la clandestinitat anticomunista– no compleix l'ordre, sinó que intenta començar la vida de nou i establir-se als Territoris polonesos recuperats. A Jak być kochaną (1961), Wojciech Jerzy Has va fer un pastitx d'una icònica "escena amb llums". Aquí, el personatge de Cybulski no és un conspirador disposat a actuar, sinó un mitòman borratxo i sense afaitar que recorda els seus suposats actes heroics.
El mite de Cybulski també va ressonar a les pel·lícules posteriors de Wajda. A les seves obres Krajobraz po bitwie (1969) i Wesele (1972), hi ha una referència renovada al ball final. Sota la influència de les ressenyes dels crítics conservadors, el director va fer Pierścionek z orłem w koronie (L'anell de l'àguila coronada, 1992). Aquesta obra incloïa l'autoplagi de l'escena d'encendre gots en un bar (Cybulski va ser imitat per Tomasz Konieczny, mentre que Rafał Królikowski encarnava Adam Pawlikowski), però l'escena es va ambientar en un context diferent i autoirònic. Tanmateix, mentre que els cercles conservadors consideraven Pierścionek z orłem w koronie de Wajda com una liquidació de comptes justa amb el període passat, la pel·lícula va despertar vergonya entre els crítics liberals, i Jakub Majmurek va escriure sobre "l'autovergonya estètica més dolorosa" per part del director.
L'antic líder de Pink Floyd Roger Waters afirma que Popiół i diament va tenir "un impacte enorme" en ell quan era jove, i la lletra de la cançó de Pink Floyd "Two Suns in the Sunset" de l’àlbum del grup The Final Cut de 1983 fa referències a la pel·lícula.
Després de veure la pel·lícula Popiół i diament diverses vegades a Oslo l'any 1960, el director de teatre Eugenio Barba va decidir marxar a Polònia per continuar els seus estudis de direcció. Va matricular el seu nom a la Universitat de Varsòvia però no va poder completar els seus estudis i va fer un aprenentatge amb Jerzy Grotowski. Barba havia escrit un llibre sobre les seves experiències a Polònia sota el nom de Land of Ashes and Diamonds (1999).

### Reconeixements
| Any  | Presentador   | Títol                                              | Rang | Refs   |
| ---- | ------------- | -------------------------------------------------- | ---- | ------ |
| N/A  | Movieline     | 100 millors pel·lícules estrangeres                | N/A  | [ 65 ] |
| 2001 | Village Voice | 100 millors pel·lícules del segle XX               | 86   | [ 66 ] |
| 2005 | John Walker   | Halliwell's Top 1000: The Ultimate Movie Countdown | 63   | [ 67 ] |
| 2019 | Empire        | The 100 Best Films of World Cinema                 | 38   | [ 68 ] |
| 2018 | Derek Malcolm | A Century of Films: Derek Malcolm's Personal Best  | N/A  | [ 69 ] |
| 2018 | BBC           | The 100 Greatest Foreign-Language Films            | 99   | [ 70 ] |